# 海濱大道 (哈瓦那)
海濱大道（Malecón）是古巴首都哈瓦那的一條道路，全長8公里。海濱大道開始修建於1901年，當時古巴處於美國佔領期。修建這條道路的目的是防禦來自海上的侵略者。

## 外部連結
23°8′30″N 82°22′05″W / 23.14167°N 82.36806°W